# Odobești (Vrancea)
Odobești is een stad (oraș) in het Roemeense district Vrancea. De stad telt 8139 inwoners (2002).